# Nell Carroll
Nell Carroll (* 1904; † unbekannt) war eine britische Skirennläuferin.

## Karriere
1929 belegte Carrol bei den Arlberg-Kandahar-Rennen den zweiten Platz in der Abfahrt. Ein Jahr später belegte sie auch in allen anderen Disziplinen den zweiten Platz und musste sich nur der Österreicherin Inge Lantschner geschlagen geben. 1931 wurde Carroll bei den ersten Alpinen Skiweltmeisterschaften in Mürren Vizeweltmeisterin in der Abfahrt hinter ihrer Teamkollegin Esmé MacKinnon. Es war dies der größte Erfolg ihrer Karriere.

## Erfolge

### Weltmeisterschaften
- Mürren 1931: 2. Abfahrt, 9. Kombination, 14. Slalom

### Weitere Erfolge
- Sieg bei der Abfahrt beim Lauberhornrennen 1930[2]